# Jonas Wallerstedt
Jonas Wallerstedt (* 18. März 1978 in Linköping) ist ein ehemaliger schwedischer Fußballspieler.

## Laufbahn
Wallerstedt begann mit dem Fußballspielen bei IK Östria Lambohov. Über BK Kenty kam er 1995 zu IFK Norrköping. Bis zum Abstieg des Vereins aus der Allsvenskan im Jahr 2002 spielte er für den Klub in der höchsten schwedischen Spielklasse. Im Frühjahr 2003 wechselte er zum Saisonbeginn zu Torpedo Metallurg in die Premjer-Liga, kehrte jedoch bereits im Sommer wieder nach Schweden zurück und unterschrieb einen Vertrag beim Erstligisten GIF Sundsvall. 2005 fiel er fast die gesamte Spielzeit wegen einer Knieverletzung aus. Zur Spielzeit 2006 wechselte er zum Ligakonkurrenten IFK Göteborg und unterschrieb einen bis 2008 gültigen Dreijahresvertrag. In seiner zweiten Spielzeit wurde er schwedischer Meister.
Wallerstedt debütierte am 27. November 1999 in der schwedischen Nationalmannschaft, als die Auswahl mit 0:1 der südafrikanischen Landesauswahl unterlag. Im folgenden Jahr lief er noch in zwei weiteren Länderspielen auf. Zuvor hatte er bereits zwölf U21-Auswahlspiele für Schweden bestritten.